# Mutombo Bakafwa Nsenda
 (juin 2017).
Si vous disposez d'ouvrages ou d'articles de référence ou si vous connaissez des sites web de qualité traitant du thème abordé ici, merci de compléter l'article en donnant les références utiles à sa vérifiabilité et en les liant à la section « Notes et références ».
Symphorien Mutombo Bakafwa Nsenda est un homme politique du Congo-Kinshasa. Il est gouverneur de la province du Kasaï-Occidental en république démocratique du Congo d'octobre 2006 à février 2007. À la fin du mois de novembre, il devient ministre de la Justice et des Droits humains du Congo. En octobre 2008, il est nommé vice-Premier ministre de la Sécurité et de la Défense dans le gouvernement Muzito.